# Шевалье, Трейси
Тре́йси Шевалье́ (англ. Tracy Chevalier, род. 19 октября 1962, Вашингтон) — американо-британская писательница, автор популярных исторических романов. Живёт в Лондоне с мужем и сыном.

## Биография
Шевалье выросла в Вашингтоне и получила образование в хорошей (6-я в штате и 151-я в стране) государственной средней школе города Бетесда в штате Мэриленд (Bethesda-Chevy Chase High School), закончив её в 1980г. После получения степени бакалавра искусств в колледже Оберлина в штате Огайо в 1984г., она переезжает в Англию, где в течение нескольких лет работает в издательском деле - помощником редактора искусствоведческой энциклопедии издательства "Макмиллан" Macmillan's Dictionary of Art, а затем одним из редакторов справочников издательства St. James Press.
В 1993г. она поступает на годовой курс литературного мастерства Университета Восточной Англии, где её преподавателями были писатели Малколм Бредбери и Роуз Тремейн.
Карьера Трейси Шевалье началась с книги «Дева в голубом» (The Virgin Blue), но известность принес роман «Девушка с жемчужной серёжкой», сюжет которого основан на истории создания одноименного знаменитого полотна нидерландского художника Яна Вермеера. Экранизация этой книги трижды номинировалась на «Оскар» в 2004. В романе «Сгорая ярко», опубликованном в марте 2007, речь идет о двух детях, живущих по соседству с Уильямом Блейком в Лондоне в 1792. Книга писательницы «Замечательные создания» рассказывает о палеонтологе-любителе Мэри Эннинг, жившей в Англии в XIX веке.